# Chloroclystis heighwayi
Chloroclystis heighwayi là một loài bướm đêm trong họ Geometridae.